# Argentinië op het wereldkampioenschap voetbal 1930
Argentinië was een van de landen die deelnam aan het Wereldkampioenschap 1930 in Uruguay. Argentinië schopte het tot in de finale, maar verloor deze tegen het gastland met 4-2.

## Kwalificatie
De teams werden uitgenodigd door de FIFA om aan het kampioenschap mee te doen. Zodoende was er geen kwalificatie nodig om mee te doen aan de eerste Wereldkampioenschap voetbal. Dit was het enige WK waarvoor de landen zich niet hoefden te kwalificeren.

## Selectie

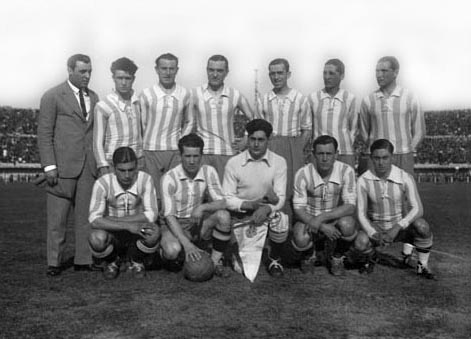
Argentijnse elftal in 1930

| Naam                 | Club                                           | W |   |
| -------------------- | ---------------------------------------------- | - | - |
| Keepers              |                                                |   |   |
| Ángel Bossio         | Club Atlético Talleres de Remedios de Escalada | 3 | 0 |
| Juan Botasso         | Quilmes Atlético Club                          | 2 | 0 |
| Verdedigers          |                                                |   |   |
| Alberto Chividini    | Central Norte Tucumán                          | 1 | 0 |
| José Della Torre     | Racing Club de Avellaneda                      | 5 | 0 |
| Ramón Muttis         | Boca Juniors                                   | 1 | 0 |
| Rodolfo Orlandini    | Estudiantil Porteño                            | 3 | 0 |
| Fernando Paternoster | Racing Club de Avellaneda                      | 4 | 0 |
| Adolfo Zumelzú       | Estudiantil Porteño                            | 1 | 2 |
| Middenvelders        |                                                |   |   |
| Edmundo Piaggio      | CA Lanús                                       | 0 | 0 |
| Luis Monti           | CA San Lorenzo de Almagro                      | 4 | 2 |
| Pedro Suárez         | Boca Juniors                                   | 2 | 0 |
| Alejandro Scopelli   | Estudiantes de La Plata                        | 1 | 1 |
| Juan Evaristo        | Sportivo Barracas                              | 4 | 0 |
| Roberto Cherro       | Boca Juniors                                   | 1 | 0 |
| Attilio Demaría      | Estudiantil Porteño                            | 1 | 0 |
| Aanvallers           |                                                |   |   |
| Mario Evaristo       | Boca Juniors                                   | 4 | 1 |
| Guillermo Stábile    | Club Atlético Huracán                          | 4 | 8 |
| Carlos Spadaro       | CA Lanús                                       | 1 | 0 |
| Carlos Peucelle      | Sportivo Buenos Aires                          | 4 | 3 |
| Natalio Perinetti    | Racing Club de Avellaneda                      | 1 | 0 |
| Manuel Ferreira      | Estudiantes de La Plata                        | 4 | 0 |
| Francisco Varallo    | Gimnasia y Esgrima de La Plata                 | 4 | 1 |
| Bondscoach           |                                                |   |   |
| Juan José Tramutola  |                                                |   |   |
| Francisco Olazar     |                                                |   |   |

## WK-wedstrijden

### Groep A
| Team       | Pld | W | D | L | GF | GA | Pts |
| ---------- | --- | - | - | - | -- | -- | --- |
| Argentinië | 3   | 3 | 0 | 0 | 10 | 4  | 6   |
| Chili      | 3   | 2 | 0 | 1 | 5  | 3  | 4   |
| Frankrijk  | 3   | 1 | 0 | 2 | 4  | 3  | 2   |
| Mexico     | 3   | 0 | 0 | 3 | 4  | 13 | 0   |

|                        |            |           |           |                                                                               |
| 15 juli 1930 16:00 uur | Argentinië | 1 – 0     | Frankrijk | Estadio Parque Central, Montevideo Toeschouwers: ~18,000 Scheidsrechter: Rego |
| 15 juli 1930 16:00 uur | Monti 81'  | (Verslag) |           | Estadio Parque Central, Montevideo Toeschouwers: ~18,000 Scheidsrechter: Rego |

|                        |                                                |           |                                   |                                                                              |
| 19 juli 1930 15:00 uur | Argentinië                                     | 6 – 3     | Mexico                            | Estadio Centenario, Montevideo Toeschouwers: ~50,000 Scheidsrechter: Saucedo |
| 19 juli 1930 15:00 uur | Stábile 8' 45' 80' Zumelzú 12' 55' Varallo 53' | (Verslag) | 42' (pen.) 65' M. Rosas 75' Gayón | Estadio Centenario, Montevideo Toeschouwers: ~50,000 Scheidsrechter: Saucedo |

|                        |                                 |           |              |                                                                               |
| 22 juli 1930 14:45 uur | Argentinië                      | 3 – 1     | Chili        | Estadio Centenario, Montevideo Toeschouwers: ~35,000 Scheidsrechter: Langenus |
| 22 juli 1930 14:45 uur | Stábile 12' 39' M. Evaristo 81' | (Verslag) | 15' Subiabre | Estadio Centenario, Montevideo Toeschouwers: ~35,000 Scheidsrechter: Langenus |

### Halve finales
|                        |                                                         |           |                  |                                                                               |
| 26 juli 1930 14:45 uur | Argentinië                                              | 6 – 1     | Verenigde Staten | Estadio Centenario, Montevideo Toeschouwers: ~60,000 Scheidsrechter: Langenus |
| 26 juli 1930 14:45 uur | Monti 20' Scopelli 56' Stábile 69' 87' Peucelle 80' 85' | (Verslag) | 89' Brown        | Estadio Centenario, Montevideo Toeschouwers: ~60,000 Scheidsrechter: Langenus |

### Finale
|                        |                                           |           |                          |                                                                               |
| 30 juli 1930 15:30 uur | Uruguay                                   | 4 – 2     | Argentinië               | Estadio Centenario, Montevideo Toeschouwers: ~93,000 Scheidsrechter: Langenus |
| 30 juli 1930 15:30 uur | Dorado 12' Cea 57' Iriarte 68' Castro 89' | (Verslag) | 20' Peucelle 37' Stábile | Estadio Centenario, Montevideo Toeschouwers: ~93,000 Scheidsrechter: Langenus |

AUF · A-internationals · Selecties · Bondscoaches · Argentijns vrouwenelftal · Olympisch elftal · Argentinië U21 · Argentinië U20 · Argentinië U19 · Argentinië U18 · Argentinië U17
1900 – 1909 ·
1910 – 1919 ·
1920 – 1929 ·
1930 – 1939 ·
1940 – 1949 ·
1950 – 1959 ·
1960 – 1969 ·
1970 – 1979 ·
1980 – 1989 ·
1990 – 1999 ·
2000 – 2009 ·
2010 – 2019 ·
2020 − 2029
WK 1930 · 
WK 1934 · 
WK 1958 · 
WK 1962 · 
WK 1966 · 
WK 1974 · 
WK 1978 · 
WK 1982 · 
WK 1986 · 
WK 1990 · 
WK 1994 · 
WK 1998 · 
WK 2002 · 
WK 2006 · 
WK 2010 · 
WK 2014 · 
WK 2018 ·
WK 2022
OS 1928 · 
OS 1988 · 
OS 1996 · 
OS 2004 · 
OS 2008 · 
OS 2016 · 
OS 2020
1902 · 
1903 · 
1904 · 
1905 · 
1906 · 
1907 · 
1908 · 
1909 ·
1910 · 
1911 · 
1912 · 
1913 · 
1914 · 
1915 · 
1916 · 
1917 · 
1918 · 
1919 ·
1920 · 
1921 · 
1922 · 
1923 · 
1924 · 
1925 · 
1926 · 
1927 · 
1928 · 
1929 ·
1930 · 
1931 · 
1932 · 
1933 · 
1934 · 
1935 · 
1936 · 
1937 · 
1938 · 
1939 ·
1940 · 
1941 · 
1942 · 
1943 · 
1944 · 
1945 · 
1946 · 
1947 · 
1948 · 1949 · 
1950 · 
1951 · 
1952 · 
1953 · 
1954 · 
1955 · 
1956 · 
1957 · 
1958 · 
1959 ·
1960 · 
1961 · 
1962 · 
1963 · 
1964 · 
1965 · 
1966 · 
1967 · 
1968 · 
1969 ·
1970 · 
1971 · 
1972 · 
1973 · 
1974 · 
1975 · 
1976 · 
1977 · 
1978 · 
1979 ·
1980 · 
1981 · 
1982 · 
1983 · 
1984 · 
1985 · 
1986 · 
1987 · 
1988 · 
1989 ·
1990 ·
1991 · 
1992 · 
1993 · 
1994 · 
1995 · 
1996 · 
1997 · 
1998 · 
1999 · 
2000 · 
2001 · 
2002 · 
2003 · 
2004 · 
2005 · 
2006 · 
2007 · 
2008 · 
2009 · 
2010 · 
2011 · 
2012 · 
2013 · 
2014 ·
2015 ·
2016 ·
2017 ·
2018 ·
2019 ·
2020 ·
2021 ·
2022 ·
2023
Albanië ·
Algerije ·
Angola ·
Australië ·
België ·
Bolivia ·
Bosnië en Herzegovina · 
Brazilië ·
Bulgarije ·
Canada ·
Chili ·
China ·
Colombia ·
Costa Rica · 
Curaçao ·
Denemarken ·
DDR ·
Duitsland ·
Ecuador ·
Egypte ·
El Salvador ·
Engeland ·
Estland ·
Frankrijk ·
Ghana ·
Griekenland ·
Guatemala ·
Haïti ·
Honduras ·
Hongarije ·
Hongkong ·
Ierland ·
IJsland ·
India ·
Indonesië ·
Irak ·
Iran ·
Israël ·
Italië ·
Ivoorkust ·
Jamaica ·
Japan ·
Joegoslavië ·
Kameroen ·
Kroatië ·
Libië ·
Litouwen · 
Marokko ·
Mexico ·
Nederland ·
Nicaragua ·
Nigeria ·
Noord-Ierland ·
Noorwegen ·
Oostenrijk ·
Panama ·
Paraguay ·
Peru ·
Polen ·
Portugal · 
Qatar ·
Roemenië ·
Rusland · 
Saoedi-Arabië · 
Schotland ·
Servië en Montenegro ·
Singapore ·
Slovenië ·
Slowakije ·
Sovjet-Unie ·
Spanje ·
Trinidad en Tobago ·
Tsjecho-Slowakije ·
Tunesië ·
Uruguay ·
Venezuela ·
Verenigde Arabische Emiraten ·
Verenigde Staten ·
Wales ·
Wit-Rusland · 
Zuid-Afrika ·
Zuid-Korea ·
Zweden ·
Zwitserland
Australië (2022) ·
België (2014) ·
Bosnië en Herzegovina (2014) ·
Brazilië (1982) ·
Brazilië (2005) ·
Denemarken (1995) ·
Duitsland (2006) ·
Duitsland (2014) ·
Frankrijk (2018) ·
Frankrijk (2022) ·
IJsland (2018) ·
Iran (2014) ·
Italië (1982) ·
Ivoorkust (2006) ·
Kroatië (2018) ·
Kroatië (2022) ·
Mexico (2006) ·
Nederland (1978) ·
Nederland (2006) ·
Nederland (2014) ·
Nederland (2022) ·
Nigeria (2010) ·
Nigeria (2014) ·
Nigeria (2018) ·
Saoedi-Arabië (1992) ·
Saoedi-Arabië (2022) · 
Servië en Montenegro (2006) ·
West-Duitsland (1986) · West-Duitsland (1990) ·
Zwitserland (2014)